# カリコテリウム科
カリコテリウム科（カリコテリウムか、学名：Chalicotheriidae）とは、奇蹄目鉤足亜目に属する絶滅した草食動物の一つ。

## 進化史

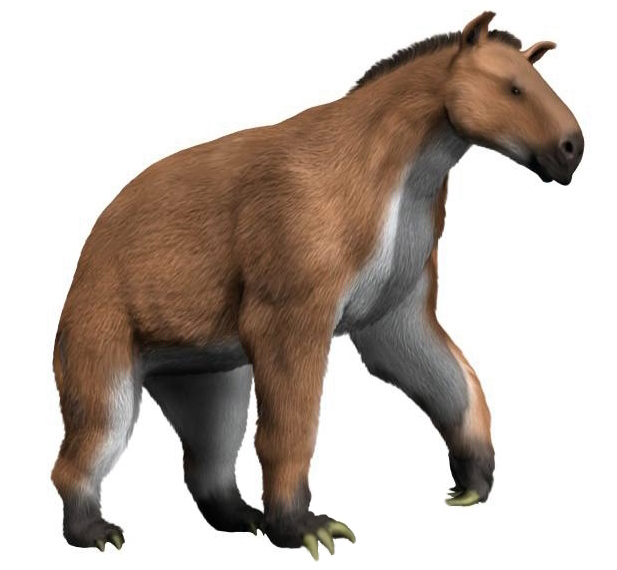
モロプスの復元想像図。

最古の化石記録は始新世前期の北米大陸であり、パレオモロプスが知られている。初期の各種は小柄でヒツジほどの大きさであった。
本科の生物史における進化の中心地はアジアと北アメリカであり、これらの地域においてより進化したカリコテリウム科が出現した。
まず、奇蹄目の一般的な進化と大型化を遂げ、モロプスやカリコテリウムなどは大型のウマほどの大きさになった。始新世後期にアジア、ヨーロッパ、アフリカ大陸にまでも分布を広げた。
後の中新世にはさらに分布を広げ、進化したカリコテリウム科は北アメリカにまで分布を広げたが、どの時代でも繁栄することがなく、　前期にアジアとアフリカを最後に絶滅した。

## 形態

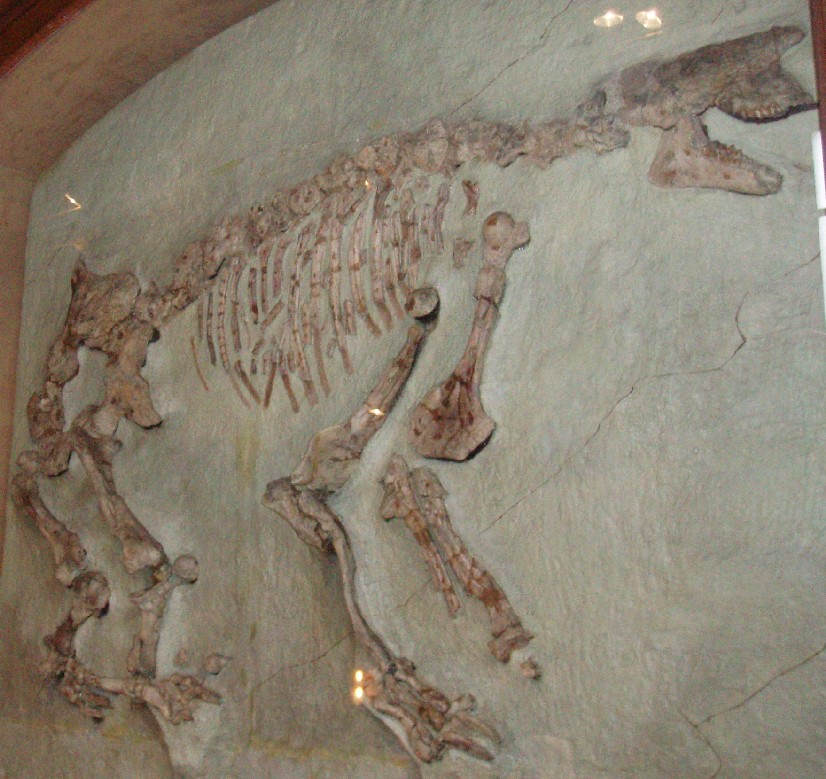
カリコテリウムの骨格。前肢が長く、後肢は短い。

カリコテリウム科は、多くの種類は大型のウマほどの大きさであり、ウマ形亜目と似て、頭骨が前後に長く、前肢は長く、後肢は短かった。体重を効率よく支えることができ、後肢で二本立ちすることもできたと考えられている。また、頭頂部がドームのような形をしているもっているものもいた。低歯冠で、少臼歯より前の歯は退化している。有蹄類かつ、草食動物では珍しいメガテリウム科に似たかぎ爪を持っていた。
この科は大きく二つの主要な系統があり、その一つが、カリコテリウムを代表とする分類群で、手の甲を地面につけて、ゴリラのようにナックルウォーキング形式で歩いていた可能性が高い。
もう一つがモロプスを代表とする分類群であり、オカピのような体形をしていた。

## 生態
集団で行動していたと考えられていて、長い前肢とかぎ爪で木の枝をたぐりよせて、やわらかい木の葉を食べていたと考えられている。

## 分布
始新世の後期に北米大陸で誕生し、始新世後期にはアジア、ヨーロッパ、アフリカ大陸にまで分布を遂げた。日本列島にも分布していたことが判明しており、岐阜県可児郡御嵩町で1917年以前に発掘されていたカニサイと思われていた化石が、2016年にカリコテリウム類シゾテリウム亜科に属すると解明されている。